# ブルース・シャーマン
ブルース・S・シャーマン（Bruce S. Sherman, 1948年5月11日 - ）は、アメリカ合衆国の実業家。MLBのマイアミ・マーリンズのオーナーを務める。

## 経歴
ニューヨーク州ニューヨーク市クイーンズ区生まれ。ロードアイランド大学で教養学士、ニューヨーク市立大学バルーク校でMBAを取得している。
2017年8月、デレク・ジーター、マイケル・ジョーダンと投資家グループを組み、マイアミ・マーリンズを12億ドル（約1310億円）での買収に合意した。買収手続きが完了した10月にはジーターと共にオーナーへの就任が発表された。